# Санкхара
Санкхара ( пали ; सङ्खार; санскрит : संस्कार или IAST: saṃskāra ) — термин, постоянно фигурирующий в буддизме. Слово означает «формации» или «то, что было составлено» и «то, что соединено». 
В первом (пассивном) смысле термин IAST: saṅkhāra относится к обусловленным явлениям в целом, но конкретно он подразумевает все умственные «склонности». Санкхары называют «волевыми образованиями», потому что они формируются в результате усилий воли и являются причинами возникновения будущих сознательных действий. Термин IAST: saṅkhāra переводят как обусловленные вещи, действия, процессы, силы, структуры, композиции, конструкции, тенденции, совместные усилия, образования и формации (или, особенно, когда речь идёт о психических процессах, волевыми формирователями). 
Во втором (активном) смысле этого слова санкхара относится к карме (санкхара-кхандха), которая ведёт к обусловленному возникновению, зависимому происхождению.
Согласно школе Виджнанавады, существует 51 самскара или умственный фактор.

## Этимология и значение
Санкхара — это палийское слово, которое ассоциируется с санскритским словом санскара.  Последнее не является термином ведического санскрита, но широко встречается в философских индийских текстах на эпическом и классическом санскрите. Санкхара встречается в индуистских Упанишадах, таких как стих 2.6 Каушитаки-упанишады, 4.16.2–4 Чхандогья-упанишады, 6.3.1 Брихадараньяка-упанишады, а также упоминается древним индийским учёным Панини и многими другими.  
Это сложная концепция, не имеющая единого перевода, которая объединяет «объект и субъект» как взаимозависимые части сознания каждого человека и эпистемологического процесса. Она означает «впечатление, расположение, обусловленность, формирование, совершенствование в уме, влияние на чувственную и концептуальную способность», а также любое «приготовление, таинство», которое «производит впечатление, предрасполагает, влияет или обуславливает» то, как человек думает, мыслит или чувствует.

## Обусловленные вещи
В первом (пассивном) смысле под санкхарами подразумеваются «обусловленные вещи» или «склонности, ментальный отпечаток». Буддийские тексты утверждают, что все совокупности в мире — физические или умственные сопутствующие факторы и все явления являются обусловленными. Это может относиться к любой сложной форме во вселенной, будь то дерево, облако, человек, мысль или молекула. Всё это санкхары, равно как и всё физическое и видимое в феноменальном мире является обусловленными вещами или совокупностью психических состояний. Будда учил, что все санкхары непостоянны и лишены неизменной сущности.  
Поскольку обусловленные вещи не имеют реальной сущности, они не являются надежными источниками удовольствия. Понимание значения этой реальности есть мудрость. Слово санкхара в смысле обусловленных вещей связано с Четырьмя благородными истинами и с буддийской теорией взаимозависимого происхождения. Невежество или неправильное представление о непостоянстве и не-Я ведёт к возникновению жажды и перерождению. Такое утверждение встречается во многих палийских текстах, например, в Самъютта-никае II.12.1. 
Согласно Махапариниббана сутте, перед паринирваной Будда сказал: 
Все обусловленные вещи подвержены распаду — неустанно стремитесь к своему освобождению
Handa'dāni bhikkhave āmantayāmi vo, vayadhammā saṅkhārā appamādena sampādethā ti

## Санкхара-кхандха
Во втором (активном) смысле санкхара (или санкхара-кхандха) относится к формообразующей способности ума. Она является частью доктрины обусловленного или взаимзависимого происхождения (пратитья-самутпада). В этом смысле термин санкхара означает кармически активное волеизъявление или намерение, которое вызывает перерождение и определяет мир, где оно произойдёт. В таком смысле санкхара служит синонимом кармы и включает в себя действия тела, речи и ума.
Санкхара-кхандха означает, что живые существа перерождаются (бхава, становление) посредством действий тела и речи (карма). Будда утверждал, что все волевые конструкции обусловлены невежеством, непостоянством и отсутствием неизменного Я. Именно невежество ведёт к возникновению санкхар и в конечном итоге вызывает страдания (дуккха). Прекращение всех санкхар (пали sabba-saṅkhāra-nirodha) является синонимом пробуждения (бодхи), достижения нирваны. Конец обусловленного возникновения или зависимого происхождения в кармическом смысле (санкхара) порождает необусловленное нирвану.
Когда невежество обуславливает волевые образования, они, в свою очередь, обуславливают сознание (viññāna).  
То, что человек намеревается делать, что он планирует, и к чему у него имеется скрытая склонность — это становится основанием для поддержания сознания. Когда есть это основание, сознание утверждается на этой опоре. Когда сознание утверждено и начало разрастаться, формируется новое существование в будущем. Когда формируется новое существование в будущем, возникает будущее рождение, старение-смерть, горе, стенания, боль и отчаяние. Так производится вся эта груда страданий.Патхама четана сутта СН 12.38

## Умственные факторы
Умственные факторы (IAST: caitasika; пали cetasika) являются формациями, совпадающими с умом (читта). Их можно описать как аспекты ума, которые воспринимают качество объекта и обладают способностью окрашивать ум. 

## Ниббана
Будда подчеркивал необходимость очищать склонности, а не устранять их полностью. 
Калупахана утверждает, что «устранение склонностей является эпистемологическим самоубийством», поскольку они определяют наши перспективы. Развитие личности в направлении совершенства или несовершенства зависит от склонностей.
При достижении ниббаны с остатком (то есть ниббаны живого существа) конструирующее сознание полностью разрушается и никакие новые формации не будут образовываться. Тем не менее, санкхары в смысле конструирующего сознания, которое существует как «кармически-обусловленное сознание» ( пали vipāka viññāna), продолжают существовать. Просветлённый человек не производит никакой новой кармы, но сохраняет особую индивидуальную личность, которая является результатом его или её кармического наследия. Сам факт наличия психофизического остатка всю оставшуюся жизнь араханта свидетельствует о продолжающемся эффекте кармы.  